# 김지 (조선 전기)
김지(金祗, ? - ?)는 조선 전기의 문신으로 본관은 예안김씨(禮安)이다. 김담의 사촌이다. 일명 김기(金祇)로도 부르며, 관직은 대사헌에 이르렀다. 조선 초기에 과거 시험 부정으로 탈락했으나 다음날 합격자 발표 과정에서 답안지 확인 끝에 밝혀진 사례이며 단종실록에 기록되었다.
1453년(단종 1) 문과에 급제하여 관직은 응교, 사인, 사헌부장령(司憲府掌令) 등을 거쳐 예천군수, 사헌부대사헌, 금산군수 등을 역임했고, 1455년(세조 1) 훈도(訓導)로 재직 중 좌익원종공신 2등에 책록되었다.

## 생애
아버지는 선무랑 통진현감과 당진감무(唐津監務), 사간원대사간 등을 지내고 사후 증직으로 증 가선대부 이조참판에 추증된 김숙량(金叔良)이다. 아버지 김숙량은 당진감무 재직 중 들판에 널어둔 곡식을 왜적에게 약탈당하여 소환, 태형 50대를 받고 다시 임지로 돌아가 태종실록에 실렸다. 아버지 김숙량은 공주이씨를 후처로 맞이한 뒤 충청도 공주군 뜸바골에 정착하였다.
그의 생모가 군수 문재(文載)의 딸 감천문씨인지, 지의주사 이곤(李袞)의 딸 공주이씨인지는 불확실하다.
문종 때 생원시에 합격하여 생원이 되고, 교도(敎導)로 재직 중 과거에 응시, 1453년(단종 1년) 계유(癸酉) 식년시(式年試) 정과(丁科) 4위에 급제하였다. 그해 독권관(讀券官) 이사철(李思哲) 등이 문과 김수령(金壽寧) 등 33인을 취(取)하여 보고했다. 그러나 합격자 명단에 손고(孫顧)가 있었는데 다음날 예조에 나가서 시권(試券)을 받자 그의 제술이 아니고 김지의 제술인 것이 밝혀졌다. 이에 따라 손고는 퇴출되고 그가 합격자 명단에 오른 것으로 추정된다.
이후 응교, 사인, 사헌부장령(司憲府掌令) 등을 역임하였다. 1455년(세조 1) 훈도(訓導)로 재직 중 그해 12월 27일 좌익원종공신 2등에 책록되었다. 그 뒤 예천 군수(醴泉郡守)에 이르러 1456년(세조 12) 11월 10일 범법한 지방관들을 파직할 때 파직되었다. 그 뒤 사헌부대사헌을 거쳐 금산군수에 이르렀다.
묘소는 공주군 우정면(牛井面) 내동(內洞) 묘좌(卯坐)에 있다.

## 같이 보기
- 김담
- 김수손